# Stanislav Zvolenský
Stanislav Zvolenský (Trnava, Tchecoslováquia, 19 de novembro de 1958) é um bispo eslovaco, arcebispo da Arquidiocese de Bratislava, presidente da Conferência Episcopal Eslovaca e Grande Chanceler da Faculdade Teológica Católica Romana Kyrill e Methodius de Komenský Universidade de Bratislava.
Estudo e sacerdócio
Stanislav Zvolenský nasceu em 1958 na região administrativa da Eslováquia ocidental, Trnavský kraj. Depois de estudar teologia na Faculdade Teológica Católica Romana Cirilo e Metódio da Universidade Komenský em Bratislava e depois de se preparar para o sacerdócio no seminário de São Cirilo e Metódio em Bratislava, ele foi nomeado em 13 de junho de 1982 por Julius Gábriš, como Administrador Apostólico da Arquidiocese de Trnava, ordenado sacerdote em Martinsdome. Ele trabalhou como capelão em Galanta e Hlohovec. De 1990 a 1992 foi pastor do distrito de Bratislava-Vajnory.
Em 1992, ele iniciou seus estudos de pós-graduação em teologia em Innsbruck. Posteriormente, estudou na Pontifícia Universidade Gregoriana, onde obteve o doutorado em direito canônico em 1998. Após seu retorno à Eslováquia, ele foi nomeado juiz diocesano e professor assistente da Faculdade Teológica Católica Romana Cirilo e Metódio da Universidade de Komenský. Em 2001 ele se tornou vice-reitor da Faculdade Teológica Católica Romana Cirilo e Metódio da Universidade Komenský e em 27 de setembro de 2001 ele se tornou o oficial da Arquidiocese de Bratislava-Trnava.
Bispo auxiliar
O Papa João Paulo II o nomeou bispo titular da diocese titular de Nova Sinna em 2 de abril de 2004 e, junto com Ján Orosch, bispo auxiliar em Bratislava-Trnava. Ján Sokol, Arcebispo de Bratislava-Trnava, consagrou os dois como bispo no dia 2 de maio de 2004 na Catedral de São João Batista em Trnava, também bispo auxiliar recém-nomeado do mesmo arcebispado. Os co-consagradores foram Dominik Tóth, bispo auxiliar emérito de Bratislava-Trnava, e Henryk Józef Nowacki, núncio apostólico da Eslováquia. Ele escolheu o lema do bispo “Fiat voluntas Tua” - “Seja a tua vontade”.
Arcebispo
Papa Bento XVI nomeou-o em 14 de fevereiro de 2008, na solenidade de São Cirilo e Método, co-patronos da Europa, como Arcebispo da recém-criada Arquidiocese de Bratislava e Metropolita da província eclesiástica de Bratislava com as dioceses sufragâneas de Trnava, Banská Bystrica, Nitra e Žilina. O cardeal Jozef Tomko, legado papal, o apresentou a seu novo cargo em 8 de março de 2008. Em 29 de junho de 2008, na solenidade dos santos apóstolos Pedro e Paulo, o Papa Bento XVI presenteou-o com um pálio, que ele pode usar no território de sua província eclesiástica.